# Claudia Ruiz Massieu
Claudia Ruiz Massieu Salinas (Città del Messico, 10 luglio 1972) è una politica e avvocata messicana, presidente del Partito Rivoluzionario Istituzionale dal 2018 al 2019, segretaria generale dello stesso dal 2017 al 2018 e segretaria degli affari esteri dal 2015 al 2017.

## Biografia
Nata a Città del Messico da una famiglia di politici, il padre era José Francisco Ruiz Massieu, segretario generale del PRI nel 1999 e governatore del Guerrero dal 1987 al 1993, mentre la madre, Adriana Salinas de Gortari, è la sorella dell'expresidente del Messico Carlos Salinas de Gortari. Claudia si laurea in giurisprudenza presso l'Università Iberoamericana, conseguendo poi un master in politica pubblica alla Facoltà latinoamericana di scienze sociali, un ulteriore master in diritto pubblico all'Università autonoma di Madrid e un dottorato presso l'Università di Granada. Successivamente insegna diritto all'Università Anáhuac.

### Carriera politica
Entra in politica nel 1992 all'interno del Partito Rivoluzionario Istituzionale. Dopo aver ricoperto cariche minori, nel 2003 è eletta deputata federale per un mandato di durata tre anni. Viene nuovamente eletta tre anni dopo, nel 2009, entrando a far parte di diverse commissioni parlamentari, tra le quali quella dell'interno, quella della finanza e credito pubblico e quella del bilancio.
Nel 2012 si candida al Senato in rappresentanza dello stato del Guerrero, non risultando eletta. Nello stesso anno viene però nominata dal presidente messicano Enrique Peña Nieto segretaria del turismo, carica in cui rimane fino all'agosto 2015, quando si trasferisce al segretariato degli affari esteri in sostituzione di José Antonio Meade.
Nel 2017, a seguito delle votazioni, viene nominata segretaria generale del PRI. Resta invariata fino al luglio 2018, quando ne diviene presidente, rimanendo per poco più di un anno.
Alle elezioni del 2018 è inoltre eletta senatrice.
Nonostante l'annuncio nel marzo 2023 di una sua possibile candidatura alle elezioni presidenziali del 2024, nel luglio dello stesso anno afferma di non partecipare alla tornata elettorale.
Dopo oltre trent'anni di militanza nel PRI, nel 2023 esce dal partito. L'anno successivo approda al Movimento Cittadino col quale cerca anche una candidatura a deputata.

## Vita privata
È stata sposata dal 1997 al 2013 con Francisco Ricalde Alarcón, col quale ha avuto tre figli.